# Płyta altiplano

Płyta południowoamerykańska zaznaczona na fioletowo a Nazca na jasnoniebiesko

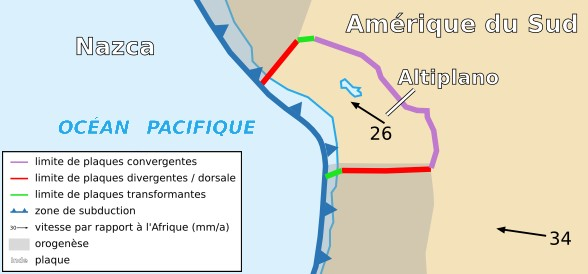
Płyta altiplano

Płyta altiplano (ang. Altiplano Plate) − niewielka płyta tektoniczna, położona między płytą Nazca na południowym zachodzie (granicą jest Rów Atakamski), a płytą południowoamerykańską, która otacza ją z pozostałych stron.
Obejmuje fragment środkowo-zachodniej Ameryki Południowej, a dokładniej Andy Środkowe (w tym płaskowyż Altiplano od którego płyta wzięła nazwę) leżące na terenie Peru, Chile i Boliwii oraz część strefy przybrzeżnej Oceanu Spokojnego. 
Przez większość autorów nie traktowana jako osobna płyta, ale co najwyżej jako część płyty południowoamerykańskiej.